# Kaan Salt
Kaan Salt (* 21. September 1999) ist ein türkischer Eishockeyspieler, der seit 2015 beim Zeytinburnu Belediye SK in der Türkischen Superliga unter Vertrag steht. Sein jüngerer Bruder Hakan ist ebenfalls türkischer Eishockeynationalspieler.

## Karriere
Kaan Salt begann seine Karriere als Eishockeyspieler beim Boğaziçi Paten Kulübü, für den er 2013 sein Debüt in der zweiten türkischen Liga gab. 2015 wechselte er zum Zeytinburnu Belediye SK in die türkische Superliga, für den er seither spielt. 2015 und 2016 wurde er mit dem Klub türkischer Meister.

### International
Für die Türkei nahm Salt im Juniorenbereich an den U18-Weltmeisterschaften 2014, 2015 und 2016 sowie an den U20-Weltmeisterschaften 2015 und 2016 jeweils in der Division III teil. 
Mit der Herren-Nationalmannschaft spielte er erstmals bei der Weltmeisterschaft der Division III 2016, wobei der Aufstieg in die Division II gelang und er als bester Spieler seines Teams ausgezeichnet wurde.

## Erfolge und Auszeichnungen
- 2015 Türkischer Meister mit dem Zeytinburnu Belediye SK
- 2015 Aufstieg in die Division III, Gruppe A, bei der U18-Weltmeisterschaft der Division III, Gruppe B
- 2016 Türkischer Meister mit dem Zeytinburnu Belediye SK
- 2016 Aufstieg in die Division II, Gruppe B, bei der Weltmeisterschaft der Division III